# Собор Мессии

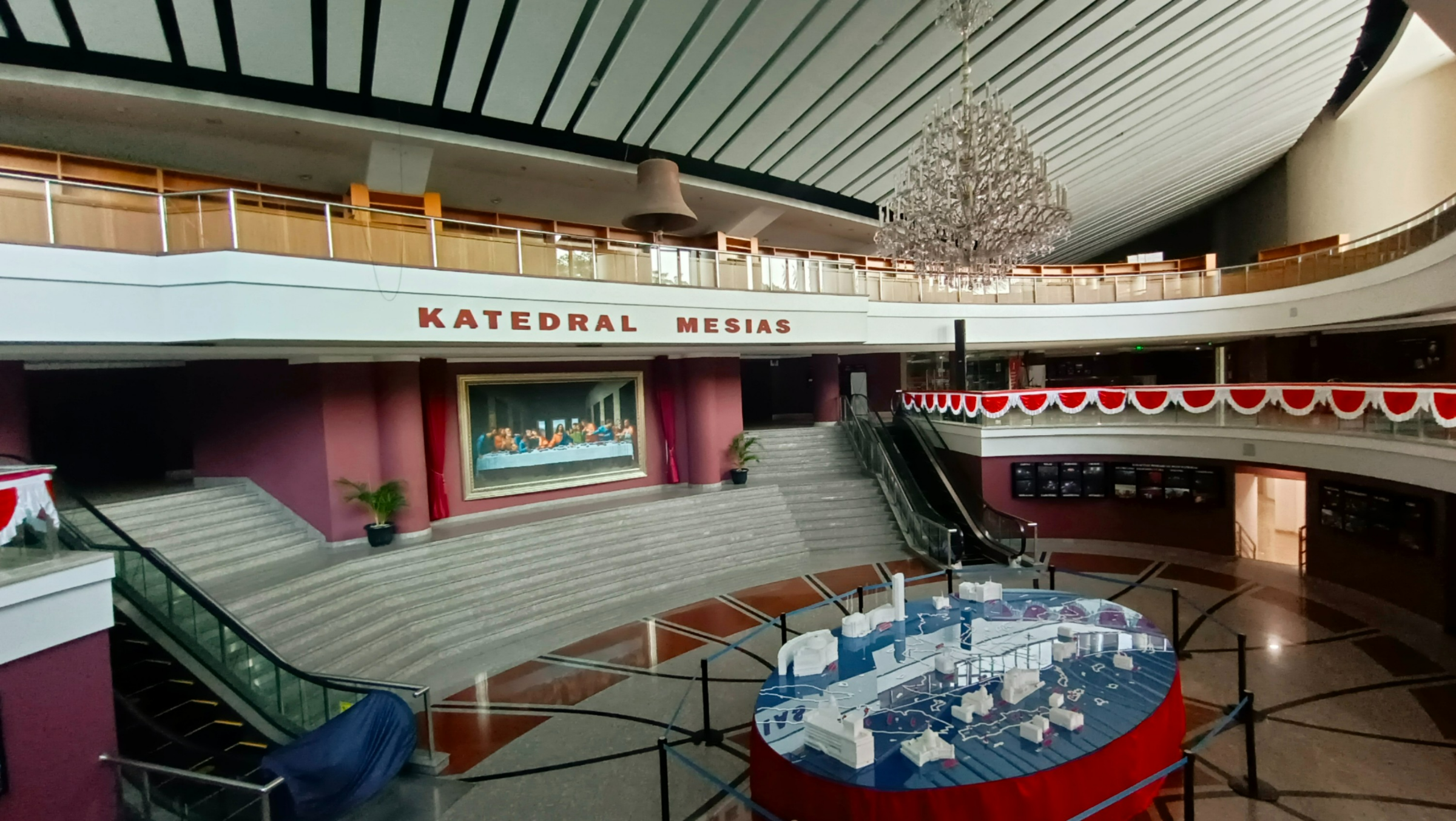
Внутренний вид Собора Мессии.

Собор Мессии (индон. Katedral Mesias) — индонезийская мегацерковь популярной среди китайцев в Индонезии Индонезийской реформатской евангелической церкви (индон. Gereja Reformed Injili Indonesia (GRII)) в Кемайоране, Джакарта. Она была открыта 20 сентября 2008 года и торжественно освящена на следующий день как посвящение Господу Иисусу Христу Стивеном Тонгом, лидером церкви GRII.
Несмотря на название, это церковное здание не является настоящим собором в смысле «резиденции епископа» (в нём нет кафедры, т. е. епископского престола), поскольку церковь GRII имеет пресвитерианскую систему управления. Церковь/собор является частью более крупного комплекса зданий Реформатского центра тысячелетия в Индонезии (RMCI) и представляет собой «главное здание». В другой части комплекса — «корпусе — среднем здании» — находятся Международная реформатская евангелическая семинария, концертный зал Aula Simfonia Jakarta, Международная реформатская евангелическая семинария (IRES) и её помещения (библиотека «Августин», часовня «Мартин Лютер», общежитие, гостевая комната и т. д.); остальное «хвостовое здание» — это художественная выставка, Центр изящных искусств София и Христианская школа Кальвина.
Вместимость церкви составляет около 8000 человек, как отмечается в различных газетах. В то же время это число распределяется по отдельным залам и палатам, т. е. 4416 мест в Зале Мессии — главном зале, 1753 места в Зале Жана Кальвина, 450 мест в Зале Осанна, 300 мест в Зале Агапэ.
В этом месте ежегодно проводились национальные евангельские конгрессы (KIN) 2013 и 2014 годов.
Эта мегацерковь — первая церковь в Индонезии, построенная без иностранного финансирования.